# Merlançon (Bouches-du-Rhône-Sud)
Pour les articles homonymes, voir Merlançon.
Le Merlançon est un ruisseau du département des Bouches-du-Rhône, région Provence-Alpes-Côte d'Azur et un affluent gauche du fleuve côtier l'Huveaune. 
Le fleuve côtier Huveaune possède deux affluents qui ont pour nom Merlançon, et qui sont parfois confondus. Celui-ci arrive de Roquefort-la-Bédoule et rejoint l'Huveaune par des canalisations sous la ville d'Aubagne tandis que l'autre Merlançon, plus important et situé plus au nord rejoint l'Huveaune sur sa rive droite au lieu-dit Pont de Joux, entre les communes d'Auriol et de Roquevaire.

## Géographie
La longueur de son cours d'eau est de 4,9 km. Le Merlançon est un affluent de l’Huveaune. Son point de confluence se situe aux coordonnées géodésiques 43° 17′ 11″ N, 5° 34′ 38″ E.

## Département, Communes et Cantons traversés
Dans le département des Bouches-du-Rhône, le Merlançon traverse : Roquefort-la-Bedoule, Carnoux-en-Provence et Aubagne.